# 13.2×92mmSR

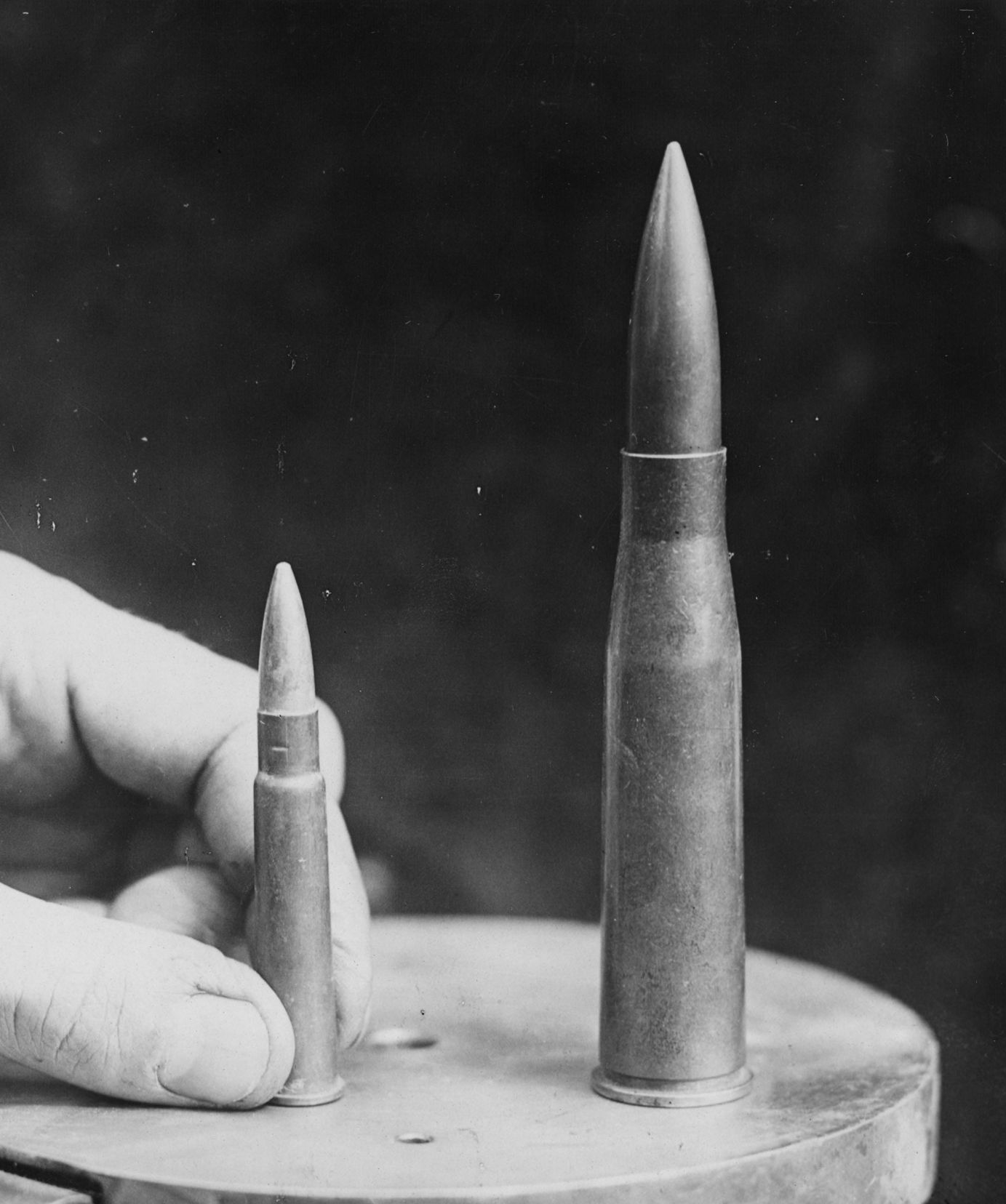
영국제 .303 (왼쪽)과 독일제 13.2mm Tuf (오른쪽)의 비교.

13.2 × 92 mm SR, 또는 마우저 13.2mm TuF(독일어: Tank und Flieger; 문자 그대로 "전차와 항공기", 역사적 군사 명칭)로 알려진 이 탄약은 독일 제국이 제1차 세계 대전 중 대전차 및 대공 용도로 개발하여 도입한 세미림드 소총 및 기관총 탄약통이다. 이 탄약은 장갑 목표물을 파괴하는 유일한 목적으로 설계된 최초의 탄약이라는 점에서 대전차 탄약 개발에 있어 중요한 발걸음이었다.

## 역사
이 탄약은 마우저 대전차소총 M1918 대전차소총에 사용되었다. 또한 1919년 배치 예정이던 신형 중기관총인 MG 18 TuF에도 사용될 예정이었다.
13.2mm TuF는 제1차 세계 대전 말에 등장한 초기 영국 전차에 대항하기 위해 설계되었다. 전차가 전선 근처에 배치되기 전에는 경로를 파악하기 어려웠기 때문에 지뢰를 전진 방해 수단으로 사용하는 것이 어려웠다. 대전차포로 동원된 경포는 매우 효과적이었지만, 번거로웠고 신속하게 투입하기 어려웠다. 따라서 이러한 초기 장갑차량에 대항할 다른 수단이 필요했다. 초기 장갑은 저출력 구동계로 차량을 움직이기 위해 차량 중량을 줄여야 했기 때문에 비교적 얇았고 (주로 전차는 기관총 사격으로부터 보호하기 위해 설계되었기 때문에), 대구경 소총을 사용하여 전차 승무원을 괴롭히고 사살할 수 있었다.
독일 대전차탄에 대한 소식이 퍼지자 연합군 병력 사이에서는 이를 복사하여 새로운 기관총 탄약의 기반으로 사용해야 하는지에 대한 논의가 있었다. 그러나 일부 분석 결과, 독일 탄약의 정확한 복사는 배제되었다. 첫째, 그 성능이 불충분하다고 여겨졌다 (예를 들어, 이후의 12.7 × 99 mm NATO에 비해 – 그 자체로 확대된 .30-06 스프링필드 탄약으로 간주될 수 있으며 – 따라서 이전 독일 마우저 탄약이 있었다). 둘째, 13.2mm 탄약은 세미림드 탄피였기 때문에 자동 화기에 최적이 아니었다. 그럼에도 불구하고, 미군이 독일 탄약에 대해 알게 되었을 때, 12.7 × 99 mm NATO는 아직 설계 단계에 있었다; 12.7 × 99 mm NATO가 독일 탄약을 발견하기 전에 시작되었다는 사실은 독일 탄약이 12.7 × 99 mm NATO의 매개변수를 공식화하는 데 중요한 역할을 했다는 가능성을 결코 배제할 수 없다 (비록) 후자는 상당히 다른 성능 특성을 가지고 등장했지만.

## 설계
13.2 Tuf는 얕은 병목이 있는 92mm 길이의 세미림드 탄피를 사용했다. 이는 독일 마그데부르크의 폴테 탄약 공장에서 개발되었다.

## 같이 보기
- 소총 탄약 목록
- 13 mm 구경